# El mundo de los cinco dioses
El mundo de los cinco dioses es una serie de fantasía de la escritora estadounidense Lois McMaster Bujold . Fue galardonada con el Premio Hugo a la Mejor Serie en 2018.  Consta de cuatro novelas y once novelas cortas, seis de las novelas cortas incluidas en el premio. Tres novelas y dos de las novelas cortas fueron nominadas o ganadoras de importantes premios.
El Mundo de los Cinco Dioses se llamó informalmente "la serie Chalion" al principio,  pero el nombre se abandonó a medida que la serie se expandió.

## Descripción general
La serie El Mundo de los Cinco Dioses explora una realidad alternativa en un mundo análogo a la Tierra, influenciado por conflictos entre la antigua religión chamánica, la nueva religión quintariana dominante y la fe herética Quadrene, reflejando la expansión del cristianismo en tierras paganas y la posterior Enfrentamientos entre catolicismo e Islam.  Los quintarianos reconocen cinco dioses: el Padre, la Madre, la Hija, el Hijo y el Bastardo, mientras que Quadrenes niega al Bastardo, afirmando que es un demonio más que un dios. En la serie, los distintos dioses interceden en los acontecimientos, pero deben hacerlo influyendo en las personas a través de sueños y visitas, ya que no tienen poder para actuar directamente sobre el mundo.  Como lo explica un personaje de The Hallowed Hunt, "Los dioses no tienen más manos en este mundo que las nuestras. Si les fallamos, ¿adónde podrán recurrir?"
Bujold ha declarado que tiene la intención de escribir una novela que se centre en cada dios. The Hallowed Hunt presenta al Hijo, La Maldición de Chalion la Hija y Paladín de las Almas el Bastardo.  Las novelas de Penric se centran predominantemente en el Bastardo. Las tres primeras novelas de Penric fueron publicadas en enero de 2020 por Baen Books en un solo volumen, bajo el título Penric's Progress . 
Las obras de la serie comparten un mundo y una teología, en lugar de personajes relacionados, en contraste con la Saga Vorkosigan de Bujold. 
The Curse of Chalion y Paladin of Souls están ambientados en el reino medieval sin salida al mar de Chalion, que es un equivalente ficticio de Castilla y León durante la época de la Reconquista o Reconquista española. Chalion y sus países vecinos se encuentran en la Península de Ibrán, una versión invertida de la península ibérica . The Hallowed Hunt se desarrolla en Weald, un área más o menos similar a la Alemania medieval, al suroeste de la Península de Ibrán.  En las novelas, Penric comienza en los Cantones, al norte de Weald. Sus aventuras lo llevan a Adria, Orbas y Cedonia, al noroeste de los Cantones y Weald, así como a una isla en disputa frente a la costa de Adria. 

## Cronograma interno
La guía de orden de lectura de Bujold establece que las obras del Mundo de los Cinco Dioses se pueden leer en cualquier orden, aunque Paladin of Souls tiene spoilers de La maldición de Chalion . Utilizando la cronología interna de las historias, los acontecimientos de las obras se desarrollan en este orden: 
1. La caza sagrada
2. "El demonio de Penric", aproximadamente 150 años después de The Hallowed Hunt
3. "Penric y el chamán"
4. "El zorro de Penric"
5. "Mascarada en Lodi" [8]
6. "La misión de Penric"
7. "El último baile de Mira"
8. "El prisionero de Limnos"
9. "Los huérfanos de Raspay"
10. "Los Médicos de Vilnoc"
11. Los asesinos de Thasalon
12. "Nudo de sombras"
13. "Hija del demonio"
14. La maldición de Chalion, aproximadamente 100 años después de las novelas de Penric
15. Paladin of Souls, unos años después de La maldición de Chalion

## Premios
- La maldición de Chalion (2001), ganadora del Premio de fantasía mitopoeica de literatura para adultos, nominada al Premio Hugo, al Premio Locus Fantasy y al Premio Mundial de Fantasía, 2002 [9]
- Paladin of Souls (2003) ganador del premio Hugo, el premio Nebula y los premios Locus Fantasy, 2004 [10]
- The Hallowed Hunt (2005) nominado al premio Locus Fantasy, 2006 [11]
- "Penric's Demon" (2015) (novela) nominada al Premio Hugo, 2016 [12]
- "Penric and the Shaman" (2016) (novela) nominada al Premio Hugo, 2017 [13]
- La serie, que en ese momento constaba de tres novelas y seis novelas cortas, ganó el Premio Hugo a la Mejor Serie en 2018. [1]